# Circuit de Miramas
Der Circuit de Miramas ist eine ehemalige Motorsport-Rennstrecke und heutige Teststrecke westlich von Miramas im Département Bouches-du-Rhône im südöstlichen Frankreich.

## Geschichte
Das 1924 gebaute, 5 km lange Hochgeschwindigkeits-Oval, wurde im Juli 1924 eröffnet. Die im Uhrzeigersinn befahrene Strecke wurde bis 1937 für Rennsportveranstaltungen benutzt.
1963 stellte ein serienmäßiger Ford 12M P4 bei einer Langstrecken-Testfahrt über 100 Weltrekorde auf.
Im Jahre 1986 kaufte BMW France die damals stillgelegte Rennstrecke und funktionierte sie zu einem Testgelände um, um dort jahreszeitenunabhängig Fahrzeuge und Krafträder zu testen. Ergänzt und umfasst wird das Testgelände durch eine 6 km lange dreispurige autobahnartige Hochgeschwindigkeitsstrecke mit Steilkurven und vier Handlingkurse.

## Veranstaltungen
Auf der Strecke fand 1926 der Große Preis von Frankreich statt. Außerdem wurde auf dem Kurs von 1925 bis 1927 der Grand Prix de Provence und zwischen 1932 und 1937 viermal der Grand Prix automobile de Marseille ausgetragen.